# Codex Egberti
Le Codex Egberti est un évangéliaire enluminé réalisé au scriptorium de Reichenau pour l'archevêque de Trèves Egbert (980-993). Il est conservé à la bibliothèque de la ville de Trèves (Cod.24).

## Historique
Le manuscrit a été commandé par Egbert de Trèves, alors qu'il est à la tête de l'archevêché de Trèves auprès du principal scriptorium du sud de l'Allemagne à cette époque, l'abbaye de Reichenau. Selon une certaine hypothèse, l'ouvrage aurait pu avoir été offert par les moines de cette abbaye, comme le signale la miniature de frontispice représentant le prélat entouré de deux moines de Reichenau, Keraldus et Heribertus Augigenses. Egbert a cependant probablement influencé le contenu de l'ouvrage comme en témoigne le changement de plan en cours de fabrication avec l'ajout des scènes de la vie du Christ ainsi que les décorations de l'ouvrage qui reprend des éléments propres à l'orfèvrerie en cours à Trèves à cette époque. L'ouvrage reste conservé dans la ville de Trèves jusqu'à nos jours.

## Description
L'ouvrage est un lectionnaire contenant des extraits des évangiles ordonnés en fonction du moment où ils devaient être lu au cours de l'année liturgique. Il est décoré d'un cycle de 51 miniatures représentant des scènes de la vie du Christ : il s'agit du premier cycle aussi complet ainsi représenté. Chaque scène est destinée à illustrer un moment essentiel de chaque messe célébrée par l'archevêque. Parmi elles, huit miniatures sont attribuées au Maître du Registrum Gregorii qui a par ailleurs travaillé pour Egbert à Trèves.